# ROCS Si Ning
Le ROCS Si Ning (FFG-1202) est la deuxième frégate légère furtive de classe Kang Ding de la Marine de la république de Chine (ROCN). Son port militaire d'attache est à Zuoying au sud-ouest de Taïwan.

## Historique
Il est le deuxième d'une série de 6 unités de la classe La Fayette construite au chantier naval français de Lorient et prenant le nom de classe Kang Ding.
Le 14 mars 1994, la quille a été posée au chantier naval français de Lorient et lancée le 5 novembre 1994. La cérémonie de livraison du navire a eu lieu en 1996. Après avoir quitté la France, il est arrivé à Taïwan via l'océan Atlantique, le canal de Panama et l'océan Pacifique , et est officiellement entré en service le 12 octobre.
Il effectue principalement des opérations de défense aérienne, anti-sous-marine, d'escorte, anti-blocus et d'interception conjointe de surface autour du détroit de Taiwan.

## Galerie

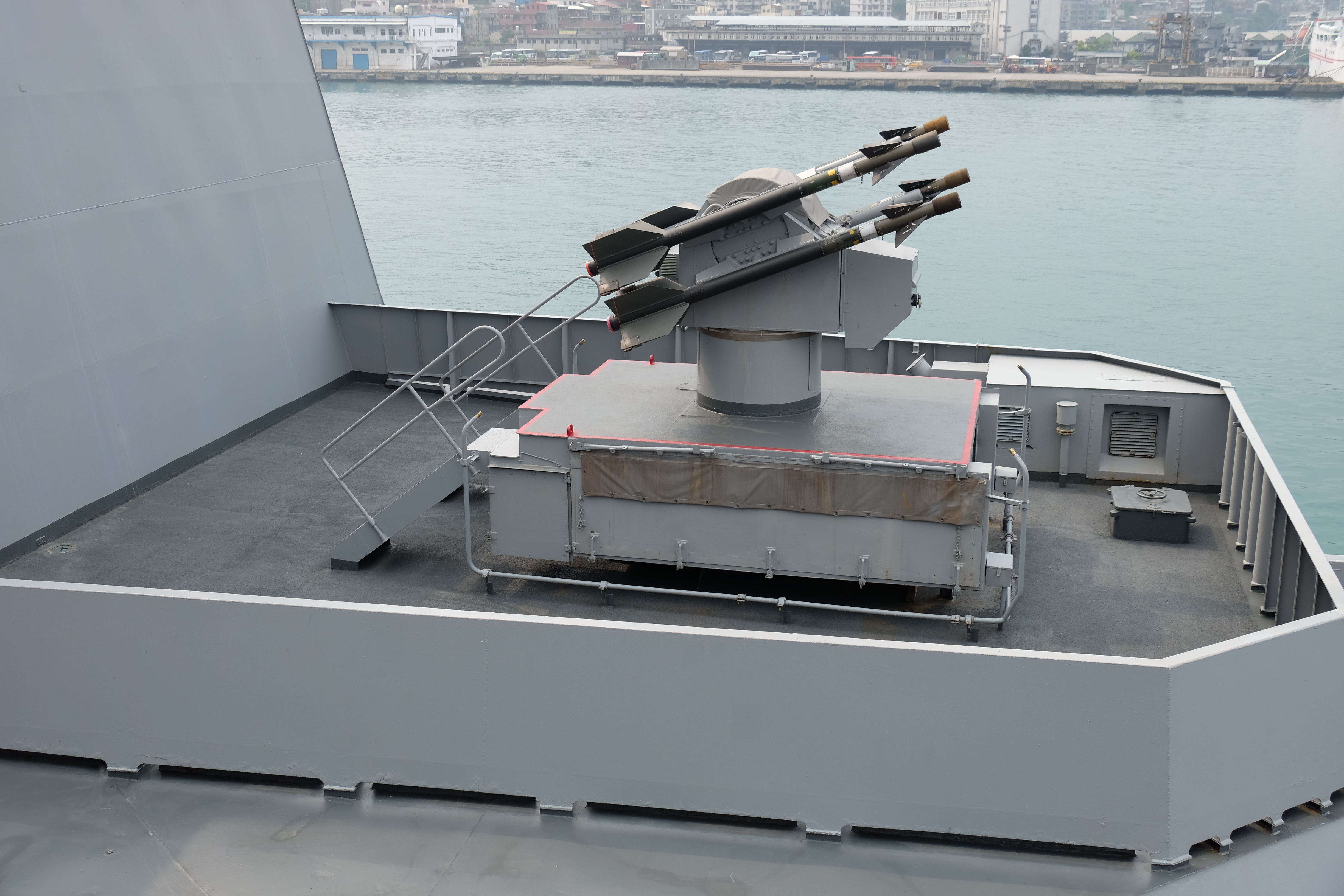
Lanceur RIM-72C
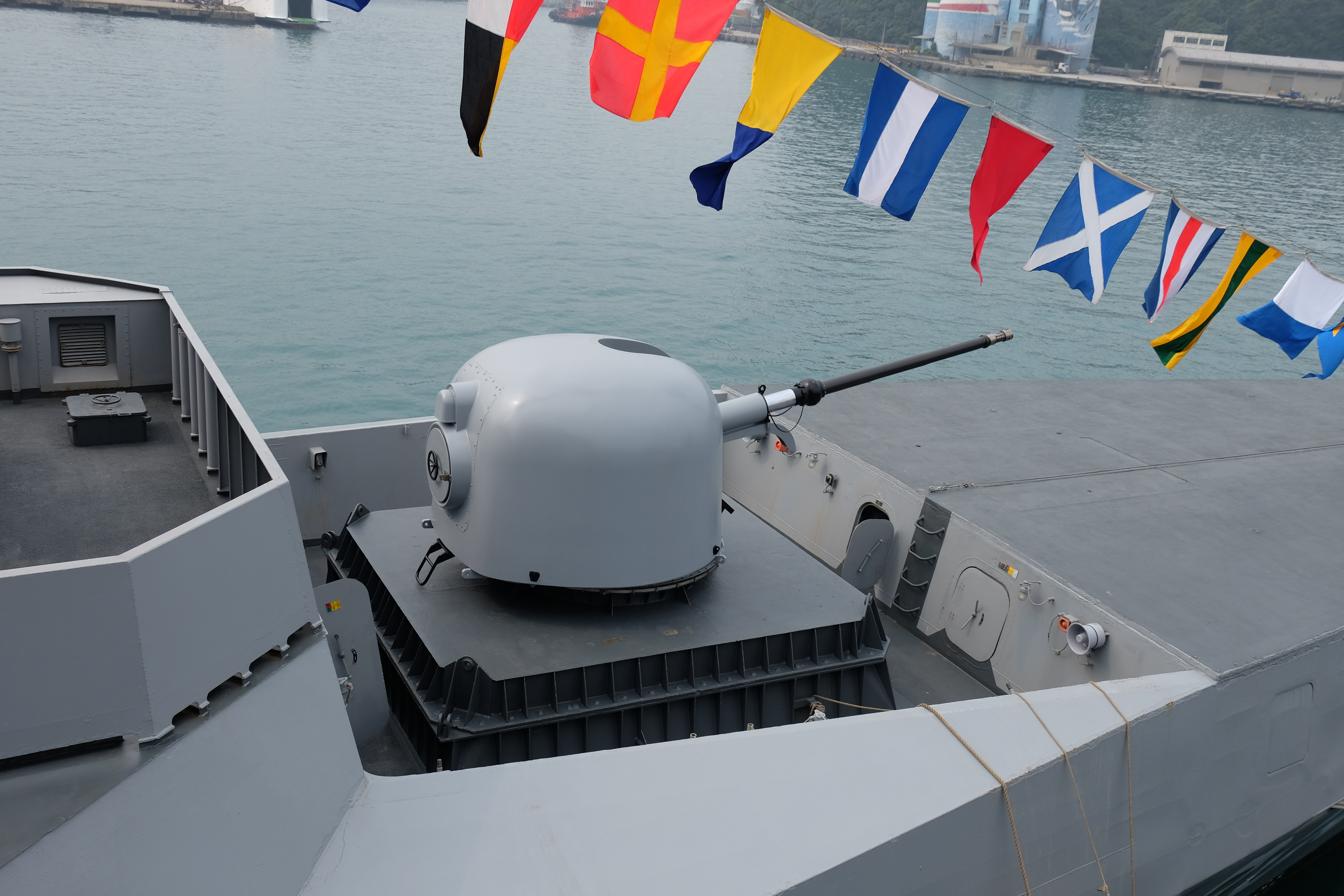
OTO Melara de 76 mm
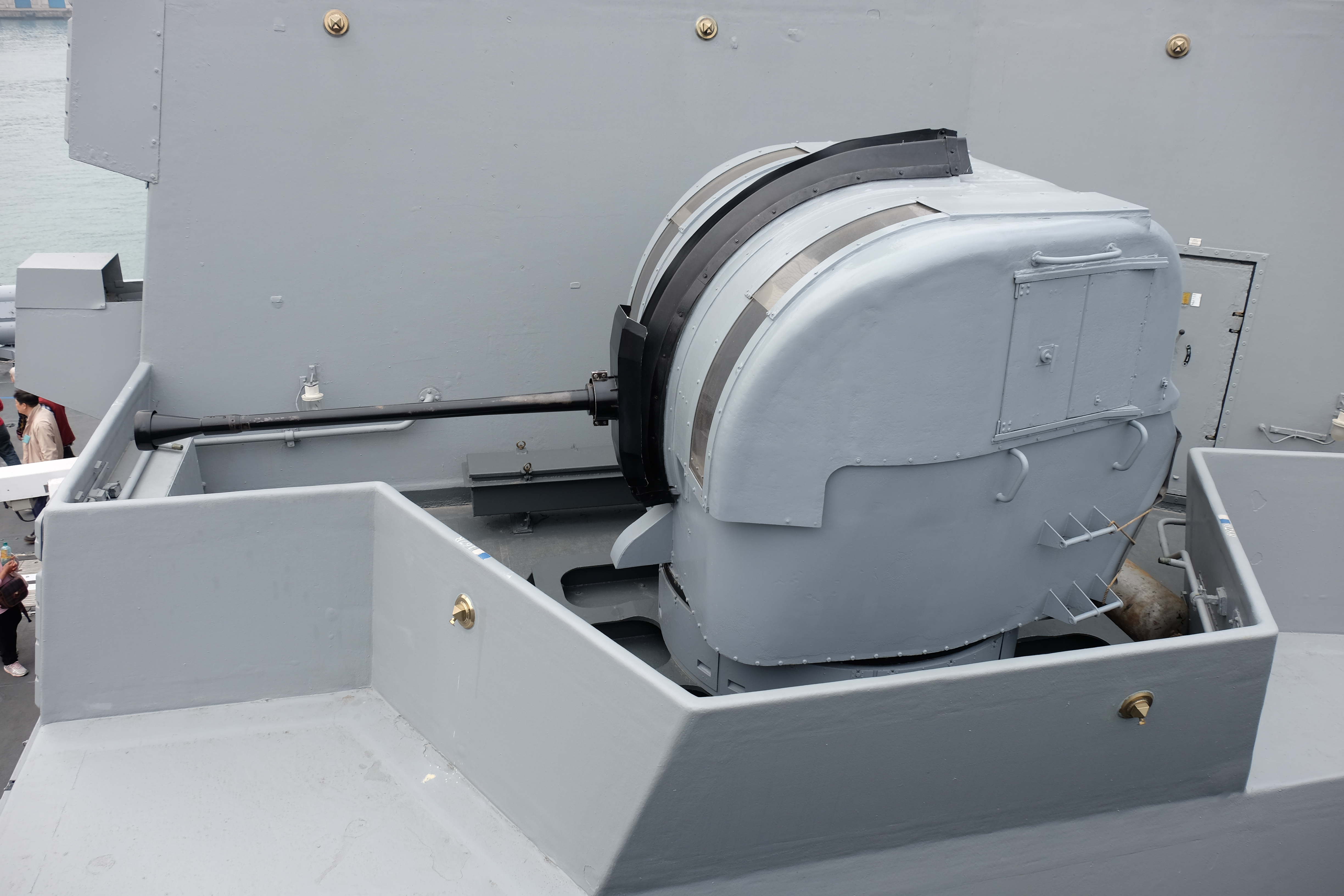
canon Bofors de 40 mm